# In dubiis, abstine
In dubiīs, abstine es una frase latina, que se utiliza en el campo del derecho, cuyo significado literal es: «en caso de duda, abstenerse» o más literalemente «[si estás] en duda, abstente». La frase es una invitación a no actuar o no decidir sin ninguna certeza real.
A veces, aparece escrita sin la coma (In dubiīs abstine) o como la expresión: In dubiō abstine.